# Glyptauchen panduratus

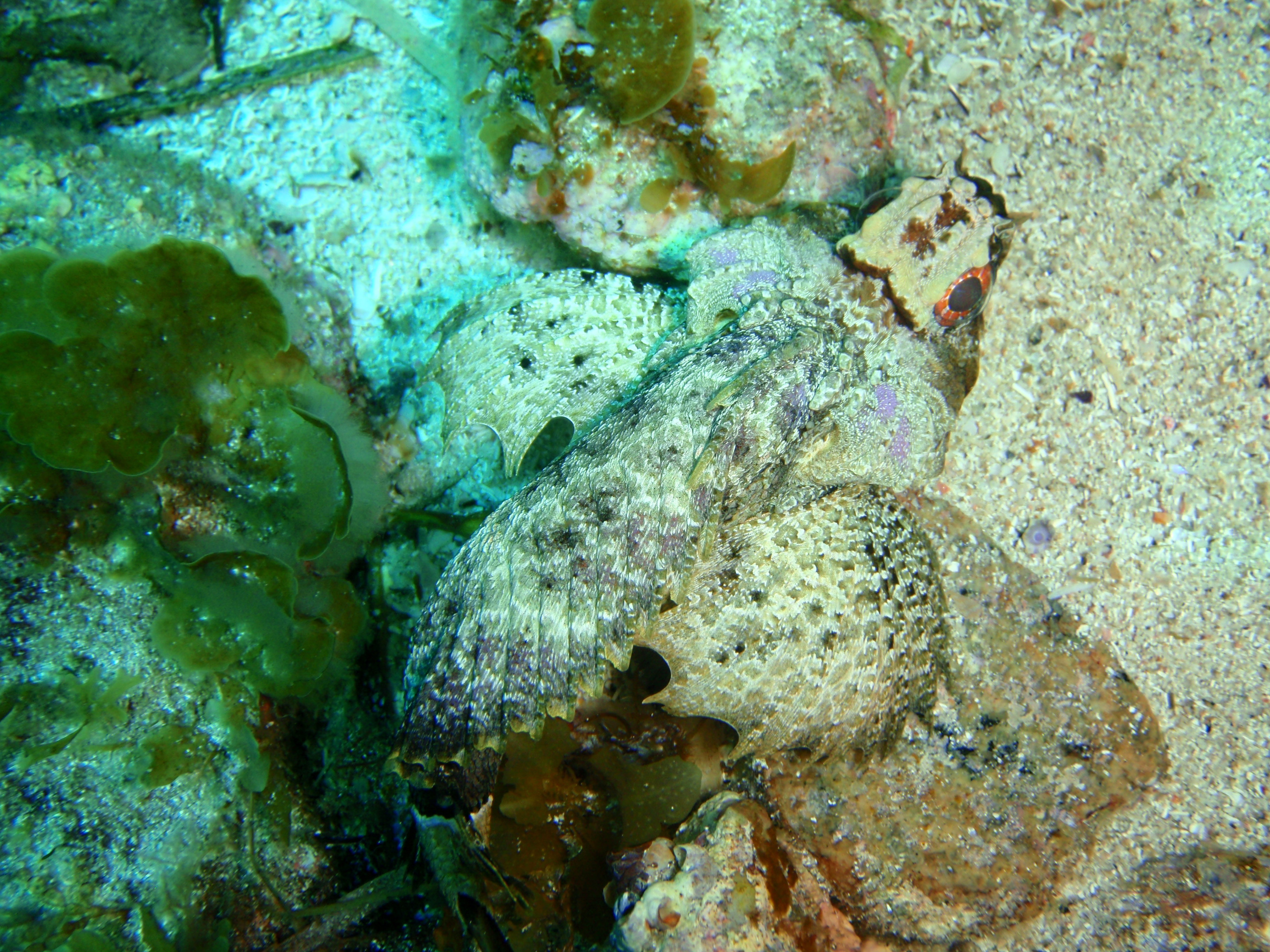

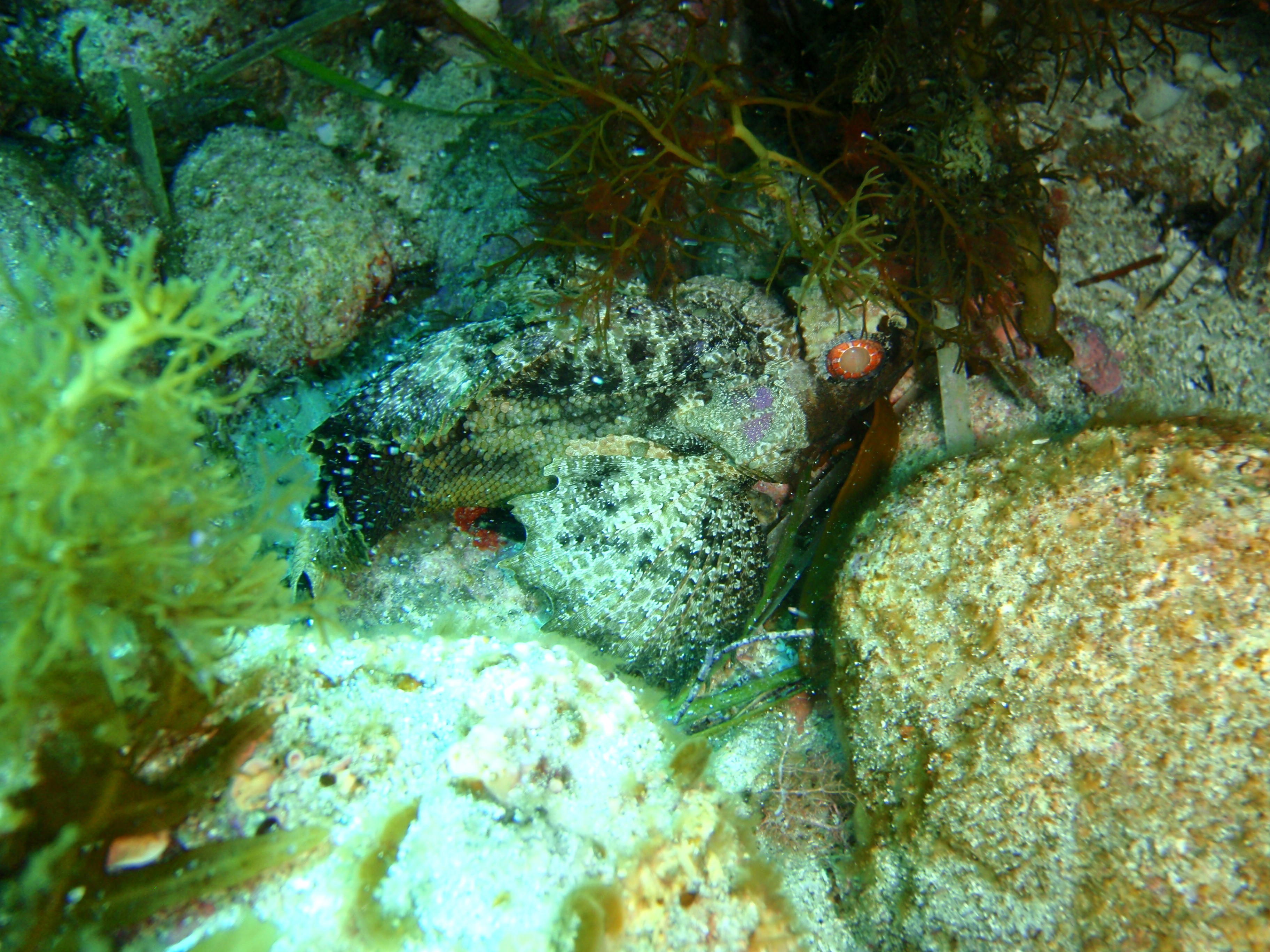

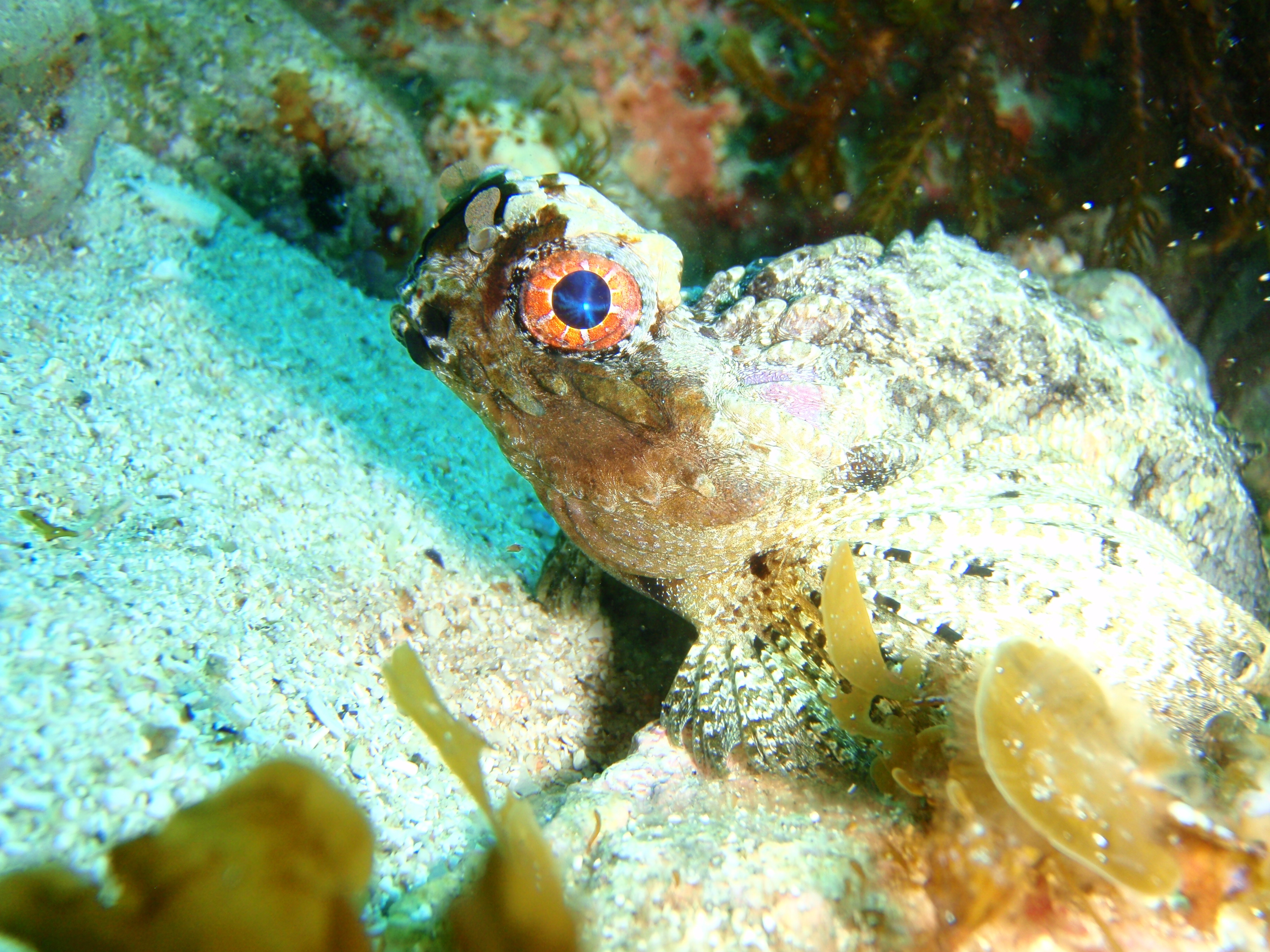

Glyptauchen panduratus és una espècie de peix pertanyent a la família dels tetrarògids i l'única del gènere Glyptauchen.

## Etimologia
Glyptauchen  deriva dels mots grecs glyptes (tallador) i auchen (coll).

## Descripció
El seu cos, allargat i comprimit, fa 20 cm de llargària màxima i la seua coloració és variable (va del blanc fins al marró vermellós i el negre, ja que cada individu pot canviar-la perquè coincideixi amb l'entorn que l'envolta). Grans aletes pectorals. Espines dorsals força allargades i verinoses (el dolor infligit pot ésser de lleu a greu). El cap és d'arrodonit a quadrat i presenta una mena de solc profund i transversal a la part superior darrere dels ulls. Espina erèctil a sota dels ulls. Franja fosca travessant la part posterior del cos. Base de la cua i part posterior de les aletes dorsal i anal pàl·lides. Petits punts negres i taques blanques cremoses escampades pel cos i les aletes. Ulls envoltats de vermell.

## Alimentació
És un depredador d'emboscada ben camuflat que, generalment, es nodreix de nit. El seu nivell tròfic és de 3,01.

## Hàbitat i distribució geogràfica
És un peix marí, bentònic i nocturn, associat als esculls rocallosos (entre 5 i 60 m de fondària) i de clima temperat (28°S-45°S, 115°E-155°E), el qual viu a l'Índic oriental: és un endemisme de la plataforma continental del sud d'Austràlia des de Perth (Austràlia Occidental) fins a Nova Gal·les del Sud i Tasmània.

## Observacions
És verinós per als humans, el seu índex de vulnerabilitat és moderat (42 de 100) i no es belluga gaire durant el dia, per la qual cosa no és vist molt sovint pels bussejadors.